# ديفيد أينهورن (حاخام)
ديفيد أينهورن (بالإنجليزية: David Einhorn)‏ هو حاخام أمريكي، ولد في 10 نوفمبر 1809 في ديشبيك في ألمانيا، وتوفي في 2 نوفمبر 1879 في نيويورك في الولايات المتحدة.

## وصلات خارجية
- ديفيد أينهورن على موقع الموسوعة البريطانية (الإنجليزية)
- ديفيد أينهورن على موقع إن إن دي بي (الإنجليزية)